# Kröncke-Denkmal

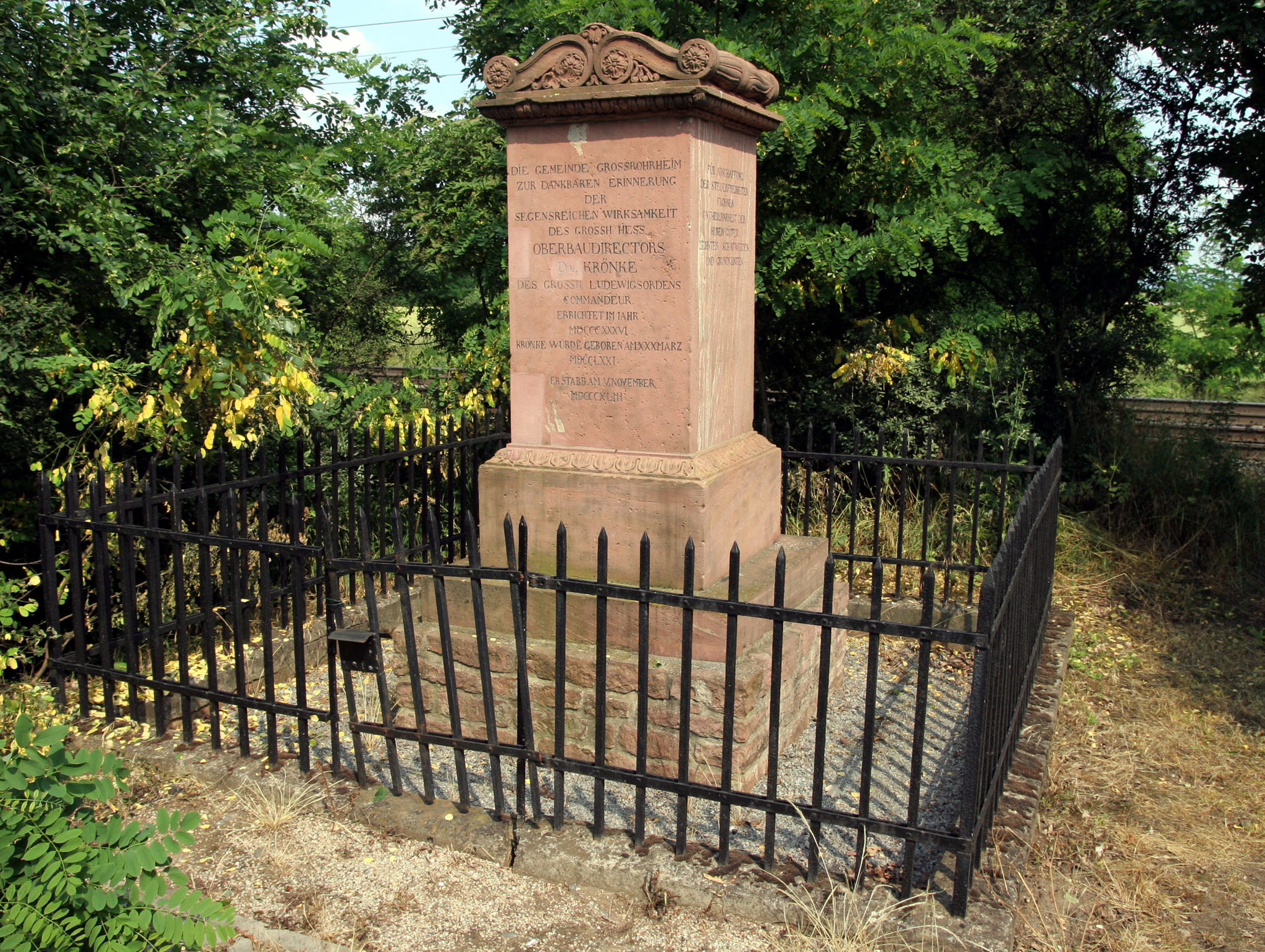
Das Denkmal für Claus Kröncke

Das Kröncke-Denkmal ist ein Denkmal zu Ehren des Oberbaudirektors Claus Kröncke in Groß-Rohrheim (Hessen). Es wurde von dem Darmstädter Hofbildhauer Philipp Johann Joseph Scholl geschaffen und 1836, noch zu Lebzeiten Krönckes, nördlich des Ortes an der Straße nach Klein-Rohrheim errichtet.
Die Gemeinde Groß-Rohrheim dankte ihm laut Inschrift „die Anschaffung der Steuerfreiheiten – Unteilbarkeit der Huben Güter – Zehnten Schafweiden und Grundrenten“. Gleichwohl wurde erst durch das Gesetz vom 2. März 1850 die Ablösung der Frondienste und die Schaffung freien Grundeigentums der Bauern vollständig verwirklicht.